# ティンマ・ラージャ2世
ティンマ・ラージャ2世（Timma Raja II, 1507年以前 - 1572年）は、南インドのカルナータカ地方、マイソール王国の君主（在位： 1553年 - 1572年）。

## 生涯
1553年2月17日、父チャーマ・ラージャ3世が死亡したことにより、ティンマ・ラージャ2世が王位を継承した。
その治世、1565年1月に主家であるヴィジャヤナガル王国はターリコータの戦いでデカン・スルターン朝に敗北し、徐々に衰運の道を歩むこととなった。
1572年、ティンマ・ラージャ2世は死亡し、弟のチャーマ・ラージャ4世が王位を継承した。